# Red Star Line

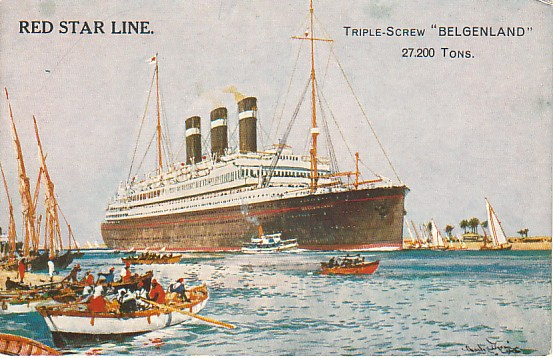
Belgenland der Red Star Line

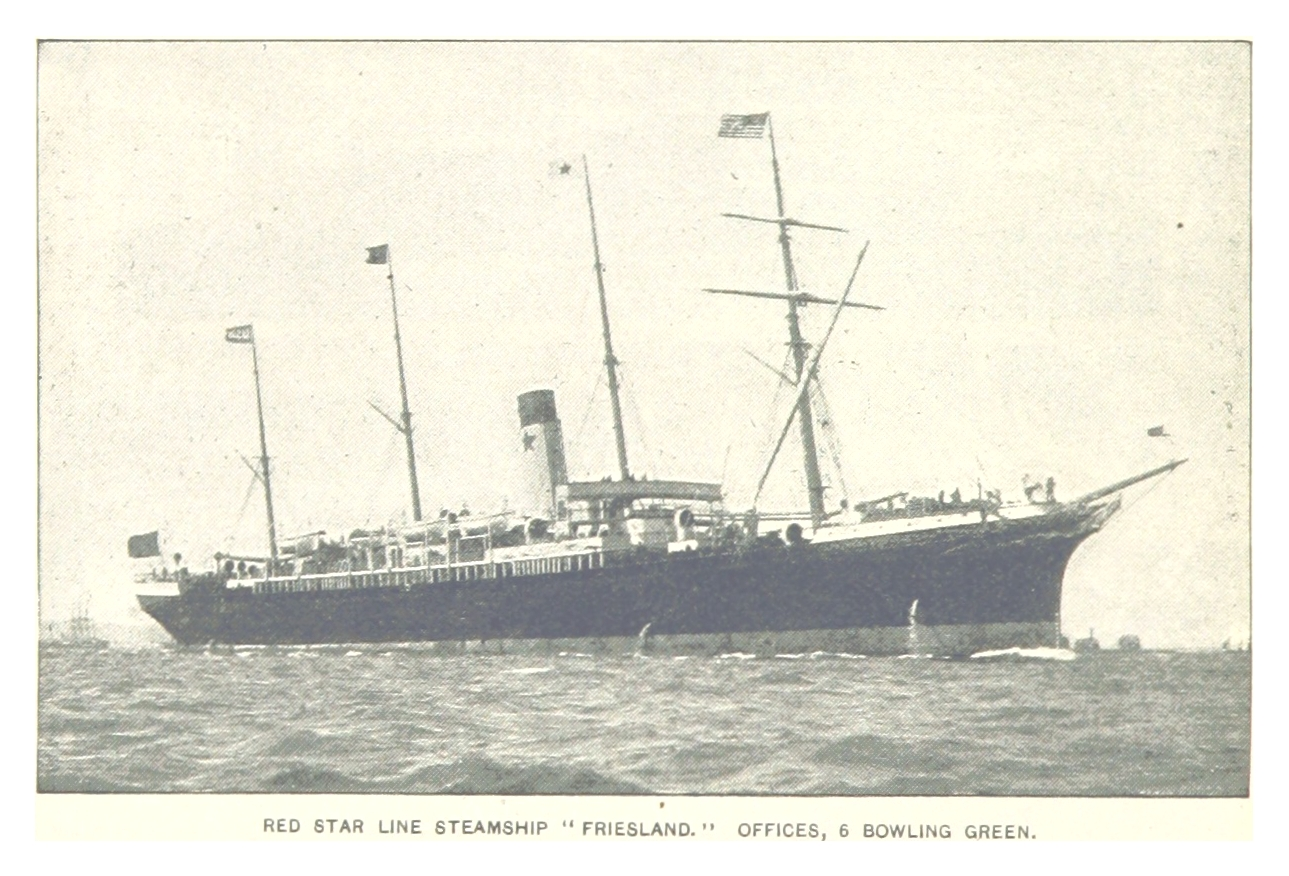
Die Friesland vor New York (um 1893)

Die Red Star Line (RSL) war eine belgisch-US-amerikanische Reederei mit Hauptsitz in Antwerpen, die von ihrer Gründung 1871 bis zu ihrer Auflösung 1935 operierte. Das Unternehmen betrieb einen Liniendienst auf dem Nordatlantik zwischen Europa und Nordamerika mit Philadelphia, später New York als Zielhäfen. Diese Reederei ist nicht zu verwechseln mit der im Jahr 1818 von Byrnes, Trimble & Co. aus New York gegründeten Red Star Line.

## Geschichte
1872 wurde die Reederei als „Societé Anonyme de Navigation Belge-Americaine S.A.“ durch die US-Reederei International Navigation Company (INCo) mit Hauptsitz in Antwerpen gegründet. Die Reederei-Flagge zeigte einen Roten Stern auf weißen Grund, woraus sich später die Bezeichnung „Red Star Line“ ableitete. Als äußeres Erkennungszeichen waren die Schornsteine der Schiffe schwarz mit einem weißen Band. Die Schiffsnamen endeten alle auf „….land“.
Zu Beginn war Philadelphia der Endhafen in Nordamerika. Ab 1876 verlief die Linie von Antwerpen nach New York und 1904 wurde Dover der Route eingefügt. Die eingesetzten Schiffe waren anfangs noch recht klein, aber die 1883 in Dienst gestellte Westernland brauchte sich mit ihren 5736 BRT vor keinem zeitgenössischen Dampfer zu verstecken. Die 1889 gebaute Friesland hatte 7.116 BRT und die Schwesterschiffe Vaderland und Zeeland aus dem Jahr 1900 bzw. 1901 kamen auf 11.905 BRT.
1900 wurde die International Navigation Co., und damit auch die Red Star Line, durch den US-Bankier J. P. Morgan aufgekauft. 1904 wurde aus der INCo die „International Mercantile Marine Company“ (IMMC), zu der unter anderen auch die White Star Line oder die Atlantic Transport Line gehörten. Die Red Star Line blieb aber weiterhin bestehen. Mit mehr Geldmittel versehen ging der Ausbau der Flotte zügig voran: 1902 kamen die Finland und die Kroonland (je 12.760 BRT) in Fahrt und 1908 die Lapland mit 17.540 BRT.
Kurz vor Ausbruch des Ersten Weltkrieges, 1913, bestellte die Red Star Line die mit 27.132 BRT vermessene Belgenland, aber der Krieg verhinderte 1914 ihre planmäßige Indienststellung. Nach der Eroberung Belgiens durch Deutschland wurde die Belgenland von der Royal Navy als Truppentransporter requiriert. In dieser Zeit hieß sie Belgic und stand unter dem Management der White Star Line.
1915 ging die Muttergesellschaft IMMC in Konkurs und kam unter die Treuhänderschaft der US-Regierung.
Nach dem Kriegsende wurde die IMMC in die staatlichen United States Lines umstrukturiert, und für ausländische Reedereien war da kein Platz mehr. Die Leyland Line hatte den europäischen Teil der IMMC übernommen und somit auch die Verantwortung für die Teilreedereien, darunter auch die Red Star Line. Die alten Liniendienste wurden wieder aufgenommen und die Belgenland konnte 1923 in Dienst gestellt werden.
Nach der Weltwirtschaftskrise wurde das Geschäft immer defizitärer. 1935 ging die Leyland Line in Konkurs und die Zukunft der Red Star Line stand auf der Kippe. Der deutsche Reeder und Geschäftsmann Arnold M. Bernstein kaufte die Linie im selben Jahr und strukturierte sie als „Red Star Linie G.m.b.H, Hamburg“ um. Bernstein war Jude und bekam im Deutschland der späten 1930er verstärkt Probleme. 1937 wurde er von den Nazis verhaftet und 1938 zu zwei Jahren Zuchthaus verurteilt. Freunde halfen Bernstein kurz vor Ausbruch des Zweiten Weltkrieges. Er wurde freigekauft und konnte 1939 gegen Zahlung einer hohen Geldsumme in die USA übersiedeln. Die Red Star Line wurde 1939 aufgelöst und ihre Schiffe wurden verkauft oder verschrottet. Alle Verträge und Hafenregelungen wurden von der Holland-America Line (Rotterdam) übernommen.

## Schiffe
| Jahr        | Name             | Tonnage   | Werft                                              | Status/Schicksal |
| ----------- | ---------------- | --------- | -------------------------------------------------- | --- |
| 1872        | Vaderland (I)    | 2748 BRT  | Palmers Bros. & Co. Ltd., Jarrow                   | 1889 in Geographique umbenannt und nach Kollision gesunken |
| 1873        | Nederland        | 2839 BRT  | Palmers Bros. & Co. Ltd., Jarrow                   | 1906 außer Dienst |
| 1874        | Switzerland      | 2839 BRT  | Palmers Bros. & Co. Ltd., Jarrow                   | 1905 verkauft |
| 1877 (1873) | Rusland          | 2595 BRT  | k. A.                                              | 1873: ex Kenilworth, American Line / 1877 an RSL / 1877 gesunken |
| 1878 (1865) | Zeeland (I)      | 2866 BRT  | J. & G. Thomson Ltd., Glasgow                      | 1865: ex Java, Cunard Line / 1878 an RSL / 1889 nach Frankreich verkauft |
| 1879        | Rhynland         | 3692 BRT  | Barrow Shipbuilding Co. Ltd., Barrows              | 1906 außer Dienst |
| 1879        | Belgenland (I)   | 3692 BRT  | Barrow Shipbuilding Co. Ltd., Barrows              | 1905 verkauft |
| 1880 (1867) | Waesland         | 2960 BRT  | J. & G. Thomson Ltd., Glasgow                      | 1867: ex Russia, Cunard Line / 1880 an RSL / 1902 bei Anglesey gesunken |
| 1882 (1870) | Pennland (I)     | 3428 BRT  | J. & G. Thomson Ltd., Glasgow                      | 1870: ex Algeria, Cunard Line / 1882 an RSL / 1903 außer Dienst |
| 1882        | Conemaugh        | 2328 BRT  | Bartram & Sons                                     | 1890 angekauft (ex Sacrobosco); 1904 vor Kap Hoorn verschollen |
| 1883        | Westernland (I)  | 5736 BRT  | Laird Bros. & Co. Ltd., Birkenhead                 | 1912 außer Dienst |
| 1884        | Noordland        | 5212 BRT  | Laird Bros. & Co. Ltd., Birkenhead                 | 1900 außer Dienst |
| 1889        | Friesland        | 7116 BRT  | J. & G. Thomson Ltd., Glasgow                      | 1911 verkauft |
| 1900        | Vaderland (II)   | 11899 BRT | J. Brown & Co. Ltd., Clydebank                     | 1917 torpediert und gesunken |
| 1901        | Zeeland (II)     | 11905 BRT | J. Brown & Co. Ltd., Clydebank                     | 1927 verkauft |
| 1902        | Finland          | 12760 BRT | W. Cramp & Sons Ltd., New York                     | 1928 außer Dienst und Abbruch |
| 1902        | Kroonland        | 12760 BRT | W. Cramp & Sons Ltd., New York                     | 1932 aufgelegt / 1934 Abbruch |
| 1903        | Samland          | 7913 BRT  | Harland & Wolff Ltd., Belfast                      | 1931 außer Dienst und Abbruch |
| 1906 (1930) | Traunstein       | 2811 BRT  | Clyde Shipbuilding & Engineering Co., Port Glasgow | ex Sharistan Frank C. Strick; 1939 an Robert Bornhofen verkauft; 1950 abgewrackt |
| 1906 (1938) | Gravenstein      | 3522 BRT  | Burmeister & Wain, Kopenhagen                      | ex Tranquebar Det Ostasiatiske Kompagni; ex Hansa Dampfschiffreederei Visurgis; 1928 verkauft an Reederei Arnold Bernstein; 1939 zwangsverkauft an Horn-Linie; 1941 an Kriegsmarine, 1945 in Gotenhafen als Hafensperre versenkt |
| 1907 (1938) | Königstein       | 9626 BRT  | Hunter & Wigham Richardson, Newcastle              | ex Arawa Shaw, Savill & Albion Steamship Company; 1939 verkauft; 1942 von U 135 versenkt |
| 1908        | Lapland          | 17540 BRT | Harland & Wolff Ltd., Belfast                      | 1934 außer Dienst und Abbruch |
| 1908 (1893) | Gothland         | 7755 BRT  | Harland & Wolff Ltd., Belfast                      | 1893: ex Gothic, White Star Line / 1908 RSL / 1925 außer Dienst und Abbruch |
| 1920        | Pennland (II)    | 16322 BRT | Harland & Wolff Ltd., Belfast                      | 1938 verkauft |
| 1929        | Westernland (II) | 16313 BRT | Harland & Wolff Ltd., Glasgow                      | 1917: ex Regina, 1939 verkauft |
| 1921 (1898) | Poland           | 6849 BRT  | Furness, Withy & Co., West Hartlepool              | 1905: ex Manitou, ATL / 1921 RSL / 1925 außer Dienst und Abbruch |
| 1923        | Belgenland (II)  | 27132 BRT | Harland & Wolff Ltd., Belfast                      | 1934 verkauft |

## Migrationsmuseum Red Star Line

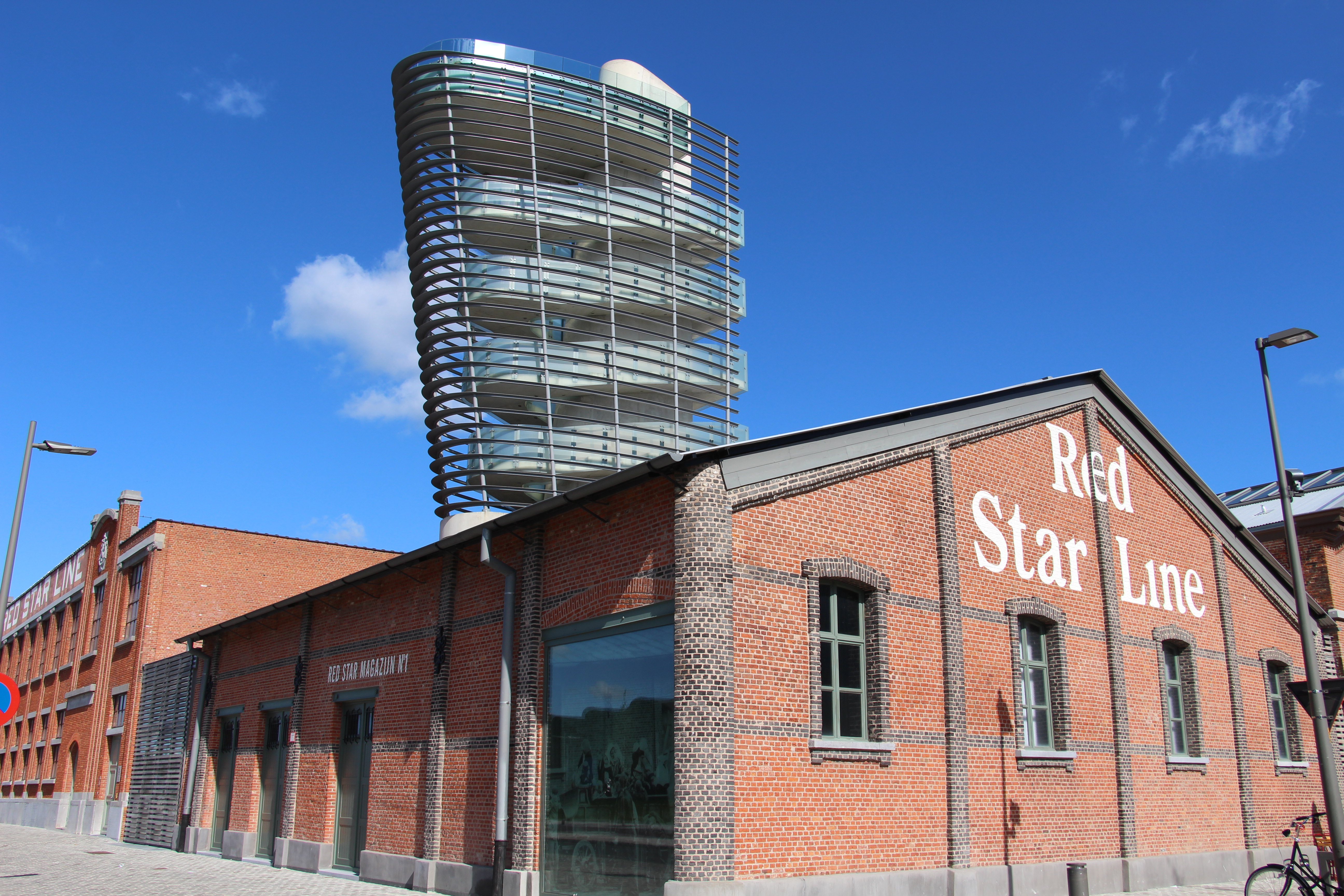
Red Star Line Museum, Antwerpen 2015

In den Lagerhallen in der Montevideostraat in Antwerpen waren die Überseepassagiere desinfiziert und medizinisch untersucht worden und dort war auch entschieden worden, wer die Reise nach den Vereinigten Staaten und Kanada antreten durfte. Im Jahr 2013 wurde dort das Red Star Line Museum als Migrationsmuseum eröffnet. In der ständigen Ausstellung wird die Emigration der Passagiere nach Nordamerika in Verbindung mit der Red Star Line angefangen bei einer Reiseagentur in Warschau über Bahnabteile, Schiffskabinen bis zur Ankunft auf Ellis Island und der Zukunft in den Vereinigten Staaten dargestellt. Dabei wird der lokale Aspekt der Stadt Antwerpen und ihres Hafens ebenso aufgegriffen wie die belgische und europäische Begleitgeschichte und die unterschiedlichen Auswanderungsmotive der Migranten (u. a. Antisemitismus, Armut, Nachreise zu Freunden und Familiennachzug).